# Maigret (série télévisée, 2016)
Ne doit pas être confondu avec Les Enquêtes du commissaire Maigret ou Maigret (série télévisée, 1991).
Pour les articles homonymes, voir Maigret (homonymie).
Maigret est une série télévisée britannique en quatre épisodes d'environ 90 minutes, créée par Stewart Harcourt d'après l’œuvre homonyme de Georges Simenon et diffusée du 28 mars 2016 au 24 décembre 2017 sur ITV.
En France, la série est diffusée depuis le 19 février 2017 sur France 3. Au Québec, la série est diffusée sur ICI Radio-Canada Télé.
Cette série met en scène les enquêtes du célèbre commissaire Maigret. Elle apporte un soin particulier à la reconstitution d'une ambiance années 1950 : costumes, automobiles, trains à vapeur et jusqu'au mobilier.

## Distribution
- Rowan Atkinson (VF : Guy Chapellier) : le commissaire Jules Maigret
- Lucy Cohu (VF : Ivana Coppola) : Mme Maigret
- Shaun Dingwall (VF : Jean-Pascal Quilichini) : l'inspecteur Janvier
- Leo Staar (en) (VF : Olivier Chauvel) : l'inspecteur LaPointe
- Aidan McArdle (VF : Bernard Gabay) : le juge Comeliau
- Mark Heap (VF : Bernard Bollet) : Dr Moers
- Wright Rufus (VF : Éric Aubrahn) : le ministre Morel
- Grant Stimpson (VF : Telly Remande) : le barman
Version française
  - Société de doublage : Nice Fellow[1],[2]
  - Direction artistique : Brigitte Aubry
  - Adaptation des dialogues : ?

## Production

### Tournage
L'équipe du tournage débute les scènes en mars 2016 à Budapest et Szentendre, en Hongrie pour simuler les décors des quartiers de Paris de l'époque,.

### Fiche technique
Sauf indication contraire, les informations mentionnées dans cette section peuvent être confirmées par la base de données cinématographiques IMDb,  présente dans la section « Liens externes ».
- Titre original et français : Maigret
- Création : Stewart Harcourt
- Réalisation : Jon East, Sarah Harding, Thaddeus O'Sullivan et Ashley Pearce
- Scénario : Stewart Harcourt, d'après l’œuvre éponyme de Georges Simenon
- Direction artistique : Dominic Hyman
- Décors : Biljana Jovanovic et János Szárnyas
- Costumes : Lucinda Wright
- Photographie : Dirk Nel
- Montage : Ulrike Münch
- Musique : Samuel Sim
- Production : Paul Aggett, Stewart Harcourt, Ben Latham-Jones, John Simenon[5] et Barnaby Thompson
- Sociétés de production : Ealing Studios, Maigret Productions
- Société de distribution : Independent Television (ITV) ; France Télévisions Distribution (France)
- Pays d'origine :  Royaume-Uni
- Langue originale : anglais
- Format : couleur - 16:9 1080i - son stéréo
- Genre : policier
- Durée : 87–88 minutes
- Nombre de saisons : 2
- Nombre d'épisodes : 4
- Dates de première diffusion :
  - Royaume-Uni : 28 mars 2016 sur ITV
  - France : 19 février 2017 sur France 3

## Épisodes

### Première saison (2016)
1. Maigret tend un piège (Maigret Sets a Trap)
2. Maigret et son mort (Maigret's Dead Man)

### Deuxième saison (2017)
1. Maigret et la nuit du carrefour (Night at the Crossroads)
2. Maigret au « Picratt's » (Maigret in Montmartre)

## Accueil

### Audiences

#### Royaume-Uni
| Épisodes | Épisodes                | Date de diffusion | Téléspectateurs | Parts de marché | sources           |
| -------- | ----------------------- | ----------------- | --------------- | --------------- | ----------------- |
| 1        | Maigret Sets a Trap     | 28 mars 2016      | 7 170 000       | 28,8 %          | [ 6 ]             |
| 2        | Maigret's Dead Man      | 25 décembre 2016  | 5 480 000       | ?               | [réf. nécessaire] |
| 3        | Night at the Crossroads | 16 avril 2017     | 5 470 000       | ?               |                   |
| 4        | Maigret in Montmartre   | 24 décembre 2017  | 5 070 000       | ?               |                   |

#### France
En France, le premier épisode de la série est au second rang des audiences de la première partie de soirée du dimanche 19 février 2017, suivi par 3,4 millions téléspectateurs, soit 13,3 % de parts de marché, derrière Sur la piste du Marsupilami d'Alain Chabat sur TF1 (4,6 millions). Le second épisode de la première saison, diffusé une semaine plus tard dans le même créneau horaire, obtient le même score (3,4 millions de téléspectateurs), soit 13,2% du public, derrière Godzilla de Gareth Edwards sur TF1 (4,6 millions).
| Épisodes | Épisodes                        | Date de diffusion | Téléspectateurs | Parts de marché | sources |
| -------- | ------------------------------- | ----------------- | --------------- | --------------- | ------- |
| 1        | Maigret tend un piège           | 19 février 2017   | 3 393 000       | 13,3 %          | [ 7 ]   |
| 2        | Maigret et son mort             | 26 février 2017   | 3 408 000       | 13,2 %          | [ 8 ]   |
| 3        | Maigret et la Nuit du Carrefour | 7 janvier 2018    | 3 206 000       | 12,6 %          | [ 9 ]   |
| 4        | Maigret au « Picratt's »        | 14 janvier 2018   | 3 181 000       | 12,8 %          | [ 10 ]  |

### Critique
L'accueil critique est globalement moyennement positif.

## Sorties en DVD et disque Blu-ray
Les coffrets en DVD et Blu-ray de la première saison, intitulés Maigret, sont distribués au Royaume-Uni depuis le 9 janvier 2017. En France, les 4 épisodes de la série sont disponibles en DVD.